# Rhopilema rhopalophorum
Rhopilema rhopalophorum is een schijfkwal uit de familie Rhizostomatidae. De kwal komt uit het geslacht Rhopilema. Rhopilema rhopalophorum werd in 1880 voor het eerst wetenschappelijk beschreven door Haeckel. 